# Între noi părinții
Între noi părinții (titlul original: în italiană Padri e figli) este un film de comedie italian, realizat în 1957 de regizorul Mario Monicelli, protagoniști fiind actorii Vittorio De Sica, Marcello Mastroianni, Antonella Lualdi și Marisa Merlini.

## Conținut
În Italia, în anii 1950, viața a cinci familii se intersectează. După vacanța de vară, a început noul an școlar. Unii dintre elevii mai mari descoperă prima lor dragoste. Așa sunt și Sandro și Marcella, el fiul doctorului profesorul Vittorio Bacci iar ea fiica elegantului croitor Vincenzo Corallo. Prin entuziasmul lor, cei doi provoacă părinților o serie de probleme.
Perechea Blasi așteaptă primul copil. Guido, tânărul soț, își face griji cu privire la modul în care el, ca instructor la școala de șoferi slab plătit, va îndeplini ulterior numeroasele dorințe ale soției sale Giulia.
Cu apropierea iernii începe și sezonul de lucru al marelui meșter croitor văduv. În timp ce fiul său trebuie să aibă grijă de clienții de sex masculin, șeful se simte atras de cliente. Cu o îndemânare deosebită, Vincenzo Corallo măsoară talia și bustul doamnelor grațioase, acordând mult timp acestui lucru.
În familia paznicului grădinii zoo, Amerigo Santarelli, cel mai mic dintre cei cinci copii s-a îmbolnăvit de rujeolă. Pentru a-i proteja pe ceilalți patru de contaminare, aceștia sunt găzduiți pe la prieteni și rude. Alvaruccio, cel mai vivace dintre cei cinci, este dus de mama sa să locuiască la sora ei mai mare Rita, care este căsătorită cu mecanicul de avioane, Cesare Marchetti. Dar el nu este deloc entuziasmat de primirea, chiar și numai pe termen scurt, a unei rude de familie, mai ales că în ultima vreme s-a depărtat puțin de soția sa. Prin urmare, Cesare încearcă să evite copilul cât mai mult posibil. Tocmai fiind în schimbul doi, se bucură că astfel problema e ca rezolvată. Însă într-o seară mâncând în bucătărie după întoarcerea sa de la lucru, apare acolo și micul Alvaruccio. Prin discuția  purtată cu micul nepot isteț, s-a spart gheața între ei. Când a venit timpul ca Alvaruccio să se întoarcă la casa părinților săi, Cesare descoperă că un copil ar face bine căsătoriei lor. Dar pentru că soția lui nu-i poate dărui unul, ei se decid să adopte unul. 
În sfârșit, vine Crăciunul. Guido și Giulia Blasi sunt fericiți de descendenții lor care sunt gemeni. Rita și Cesare Marchetti sărbătoresc Crăciunul cu băiatul pe care l-au înfiat de la orfelinat.
Amerigo Santarelli află de la soția sa că este însărcinată pentru a șasea oară. Maistrul croitor Corallo, realizează că fiica sa, pe care încă o trata ca pe un copil, a crescut. Cu abilitățile sale diplomatice, el reușește să convingă pe îmbufnatul profesorul Bacci, să fie de acord cu căsătoria lui Sandro cu Marcella. În cele din urmă, toate problemele s-au rezolvat în mod favorabil.

## Distribuție
- Vittorio De Sica – Vincenzo Corallo
- Lorella De Luca – Marcella Corallo, fiica lui Vincenzo
- Riccardo Garrone – Carlo Corallo, fiul lui Vincenzo
- Marcello Mastroianni – Cesare Marchetti, mecanic de avioane
- Fiorella Mari – Rita Marchetti, soția sa și sora lui Ines
- Franco Interlenghi – Guido Blasi, instructor la școala de șoferi
- Antonella Lualdi – Giulia Blasi, soția sa
- Memmo Carotenuto – Amerigo Santarelli, paznic la zoo
- Marisa Merlini – Ines Santarelli, soția sa, soră medicală
- Franco Di Trocchio – Alvaruccio, fiul lor
- Ruggero Marchi – profesor Vittorio Bacci, medic chirurg
- Gabriele Antonini – Sandro Bacci, fiul său
- Raffaele Pisu – Vezio Bacci, fratele său
- Emma Baron – doamna Bacci
- Franca Gandolfi – doamna Venturoli
- Gina Rovere – o prietenă a lui Vezio Bacci (nemenționat)
- Pietro Fumelli – proful de mate (nemenționat)

## Premii
- 1957 – Festivalul Internațional de Film de la Berlin
  - Ursul de Argint pentru cel mai bun regizor lui Mario Monicelli

## Lansare
Filmul Între noi părinții a avut premiera în Roma pe data de 21 februarie 1957.
În România premiera filmului a avut loc la data de 30 martie 1959 la cinematografele „Republica”, „Elena Pavel”, „8 Martie” și „Al. Sahia” din capitală.